# いわき市立湯本第一中学校
いわき市立湯本第一中学校（いわきしりつ ゆもとだいいちちゅうがっこう）は、福島県いわき市常磐湯本町にある市立中学校。

## 沿革
- 1947年（昭和22年）4月1日 - 湯本町立湯本中学校と称し、湯本小学校の一隅を借り、新任教官10名の発令あり開校準備に着手
- 1952年（昭和27年）4月1日 - 湯本町立湯本第一中学校と校名変更
- 1953年（昭和28年）4月1日 - 常磐市市制施行により常磐市立湯本第一中学校と改称
- 1966年（昭和41年）10月1日 - いわき市市制施行により、いわき市立湯本第一中学校と改称

## 交通
- JR常磐線湯本駅より約930m
- 新常磐交通長倉入口バス停より約110m
- 常磐自動車道いわき湯本インターチェンジより約3.8km

## 主な卒業生
- 寺田拓未 - 競泳選手、2022年世界水泳選手権日本代表